# آبلاردو لوز
آبلاردو لوز (به پرتغالی: Abelardo Luz) یک منطقهٔ مسکونی در برزیل است که در سانتا کاتارینا واقع شده‌است. آبلاردو لوز ۹۵۳٫۵۸ کیلومتر مربع مساحت و ۱۷٬۹۶۰ نفر جمعیت دارد و ۷۶۰ متر بالاتر از سطح دریا واقع شده‌است.